# Parti catholique
La Fédération des Cercles catholiques et des Associations conservatrices, qui formait le Parti catholique (Katholieke Partij en néerlandais), est un parti politique belge unitaire et conservateur. Il est, aux côtés du Parti libéral et du Parti ouvrier belge, l’un des trois partis politiques belges que l’on comprend sous la dénomination de « partis traditionnels ». Fondé en 1884, c’est le deuxième parti à proprement parler qu’a vu naître l’histoire politique belge. Il disposera de la majorité des sièges dans les deux Chambres de 1884 à 1914, ce qui permettra aux catholiques de gouverner seuls de manière continue pendant trente ans.

## Histoire

### Naissance
Lors de l’indépendance de la Belgique en 1830, les partis politiques n’existaient pas encore. En effet, même si l’on parle déjà d’inspirations « catholiques » et « libérales », ces groupes ne restent que des tendances différentes assez peu structurées. 
Le baron Félix van den Branden écrira en 1841, « la Belgique, étant un pays catholique, presque tous les libéraux sont catholiques, et, d’un autre côté, la Belgique étant un pays libre, un État constitutionnel, tous les catholiques sont également libéraux ». 
De 1831 à 1847, les gouvernements unis se succèdent donc, entraînant la collaboration des libéraux et catholiques. Ceux-ci s’uniront entre autres pour l’obligation d’une éducation morale et  religieuse dans les écoles de chaque commune. 
C’est vers la fin de l’année 1846 que le parti libéral se crée. Du côté catholique, il était nécessaire que le pape Pie IX soit disposé à confier à un parti politique la responsabilité de le défendre auprès du gouvernement belge. Or, selon Mgr Fornari, la cour de Rome « ne veut pas que les évêques interviennent dans ce qui est du domaine du gouvernement temporel ». Il n’y a donc à ce moment-là ni parti unioniste, ni parti catholique.  
La première de ces prémices d'organisation politique est une association constitutionnelle et conservatrice qui fut créée en 1858 par Malou et Deschamps, afin de se défendre contre les libéraux, leurs adversaires politiques. 
Ensuite, sont mis en place à Malines, par les catholiques, trois congrès, se déroulant respectivement aux années 1863, 1864 et 1867, qui avaient pour objectif la coordination des œuvres catholiques, et non la formation d’un parti. Dès les premières réunions de ces Congrès, les hommes politiques y participant firent des efforts pour favoriser le développement des Cercles catholiques, qui, des sociétés d’agréments qu’ils étaient alors, devinrent finalement des associations électorales
Parallèlement à cela, l’Union catholique de Belgique est constituée le 9 novembre 1864 afin d’assurer une protection aux intérêts et aux libertés catholiques. Cette Union se refuse d’interférer dans la sphère politique proprement dite.
Dans le prolongement de ces Congrès est fondé, le 22 octobre 1868, la « Fédération des cercles catholiques ». Elle deviendra par la suite la « Fédération des associations et des cercles catholiques et des associations ouvrières » et gardera un poids important dans le monde catholique, jusqu’au sortir de la Première Guerre mondiale. Bien qu’il ne soit sorti des Congrès de Malines un véritable parti catholique, une dynamique y a été créée. Il en ressort un véritable esprit d’association, grâce auquel il a été possible de recréer un réseau de liens et de contacts entre les catholiques.
En 1884, les catholiques remportent une importante victoire électorale. Cela facilite l’établissement d’un véritable « Parti catholique ». La religion catholique en est le facteur primordial, il en dépend étroitement et, bien qu’il ne soit pas dirigé directement par des ecclésiastiques, l’Église y est toujours présente. Ainsi, contrairement à l’avis des catholiques, l’on peut le considérer comme un parti « confessionnel » 

### Essor du parti
Plusieurs éléments ont favorisé la victoire des catholiques aux élections de 1884, ainsi que leur maintien au pouvoir jusqu’en 1914.
On retrouve parmi ces éléments un malaise social grandissant, lié aux conditions économiques des ouvriers et des agriculteurs et ouvriers agricoles. Il s’agit pour les catholiques d’apporter une aide à ces classes de la population via l’aide apportée aux groupements sociaux ou bien aux œuvres sociales qu’ils mettent en place. Ils estiment, ou du moins espèrent, que les populations ainsi aidées seront reconnaissantes et s’attacheront davantage à la religion catholique, et ainsi à son parti.
Le parti catholique tentera de résoudre les divers problèmes sociaux et économiques en basant son interventionnisme sur le renoncement et la charité chrétienne. 
Un autre élément ayant conduit au maintien au pouvoir de ce parti est l’effort de propagande mis en place par ce-dernier. Cette propagande est déterminante car elle permet au parti de faire connaitre son existence et ses buts. Elle s’exerçait notamment sur l’individu dès son plus jeune âge, principalement dans les écoles catholiques. Former de nouveaux catholiques leur permettait alors de former un futur soutien au parti catholique. La loi du 15 septembre 1895 a décrété que le cours de religion était obligatoire, sauf pour les enfants dont les parents en demanderaient la dispense.
Se rendant compte de l’influence précieuse que la femme pouvait avoir, les catholiques ont imaginé des œuvres féminines partout où la collaboration de la femme a semblé représenter une certaine utilité. Les catholiques militants ont ainsi fait appel au concours de la femme pour défendre à peu près tous les intérêts sociaux et économiques qui se présentaient à eux.
En parallèle à tous ces moyens de propagande, sont propagées de nombreuses publications qui poursuivent le même but. De nombreux tracts, revues, almanachs ou brochures, qui font preuve d’un pouvoir de pénétration indéniable sur l’opinion publique, sont ainsi distribués.

### Dix années de Beernaert

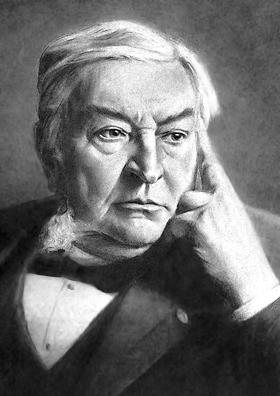
Auguste Beernaert

Auguste Beernaert est né à Ostende le 26 juillet 1829. Vers l’âge de trente ans déjà, Beernaert est nommé avocat à la Cour de cassation. C’est en 1873 que Malou, ayant déjà reconnu la valeur exceptionnelle de cet homme, le nommera Ministre des travaux publics. En 1884, après les élections et la victoire du parti catholique, c’est le ministère Malou qui reprend le pouvoir. C’est grâce à la direction de Beernaert que le parti s’imposera, prônant des valeurs d’unité.
La même année, c’est tout naturellement qu'Auguste Beernaert devient ministre des finances et chef du gouvernement, remplaçant M. Malou qui prend sa retraite. 
De 1884 à 1894, Beernaert parvient donc à assurer une certaine stabilité au sein du parti politique des catholiques. Pendant ces dix années, il organise des réformes sociales, réduit le déficit, et remonte le moral du peuple belge. À cette époque, c’est-à-dire vers 1884, l’Etat reconnu la nécessité d’agrandir le réseau ferroviaire en Belgique. La longueur totale des lignes étaient en 1884 de 4 365 km, passant en 10 ans à 4 602 km. 
Le successeur de Malou jouera également un grand rôle dans la colonisation du Congo ainsi que dans la révision constitutionnelle. Malgré sa démission du ministère en 1894, Beernaert garde un rôle important en devenant président de la chambre. Il gagnera le prix Nobel de la paix en 1909, avant de s’éteindre le 6 octobre 1912.

### Évolution du parti
Pendant l’entre-deux-guerres, deux périodes sont à différencier concernant le Parti catholique. Tout d’abord, en 1921, le Parti catholique va être renommé l’Union Catholique Belge. Cette Union va être composée de 4 standen (la Ligue nationale des travailleurs chrétiens (LNTC) –Algemene Christelijke werkersverbond (ACW), le Boerenbond, la Fédération nationale des Classes Moyennes ainsi que la Fédération des Associations et Cercles Catholiques). L’Union est néanmoins traversée par de nombreux conflits qui rendent la composition d’un programme  commun impossible. Indépendamment de cette structure hétérogène du Parti, l’Union Catholique subit aussi un clivage linguistique entre le Nord et le Sud du pays.
Ensuite, après une importante défaite électorale en 1936, l’Union nécessite une nouvelle réorganisation. Le Parti devient donc le Bloc Catholique Belge en 1936. Il compte alors une section flamande (le Katholieke Vlaamse Volkspartij (KVV)) et une section francophone (le Parti Catholique Social (PCS)). Dès lors, en introduisant le principe du personnalisme, le Parti va aller au-delà de l’intérêt des standen afin de composer un programme de l’intérêt général.
En 1945, le Parti se modifie à nouveau et devient le Parti social chrétien ou "Christelijke Volkspartij", en néerlandais. Les standsorganisaties sont désormais abolies et le Parti doit s’assurer d’une cohésion et homogénéité nécessaires, avant de se scinder, en 1972, en deux partis : le Parti social chrétien (PSC), qui deviendra le Centre démocrate humaniste, côté francophone, et le Christelijke Volkspartij, qui deviendra le Christen-Democratisch en Vlaams (CD&V) en 2001, côté néerlandophone.

## Grandes réformes du Parti catholique
De nombreuses réformes sont prises durant cette période de trente années d’hégémonie catholique. L’on notera tout d’abord d’importantes prises de décisions sur le plan social. De fait, une partie importante des réformes est constituée par l’ensemble des dispositions visant la réglementation du travail. Ces lois portent tant sur les rémunérations que sur l’amélioration des conditions de travail.  
Une autre réforme importante que connut cette période concerne l’extension droit de suffrage. Le 18 avril 1893 est adopté par la Commission spéciale de la Chambre et par la Chambre le suffrage universel tempéré par le vote plural. Le sénat se prononce également favorablement, le 29 avril. L’article 47 révisé de la Constitution accorda alors le droit de vote aux hommes de nationalité belge, domiciliés depuis au moins un an dans une même commune et âgés de 25 ans minimum. Un vote supplémentaire est accordé aux pères de famille d’au moins 35 ans qui occupaient une habitation représentant cinq francs d’impôt personnel au moins, ainsi qu’aux propriétaires d’une immeuble d’une valeur de 2 000 francs ou d’une rente de 1 000 francs. Deux votes supplémentaires sont accordés aux porteurs d’un diplôme d’enseignement supérieur ou de fin d’humanités. Est néanmoins instaurée la restriction qu’un même électeur ne peut se voir attribuer plus de trois votes.  
Il faut savoir que ce n’est pas seulement au niveau de l’électorat que le parti catholique amena des changements. En effet, le Parti catholique joua également un rôle primordial, à la fin de la première guerre scolaire en 1884 (année de leur arrivée au gouvernement) dans l’évolution de l’enseignement en abrogeant la dite « loi de malheur », adoptant à la place une nouvelle loi scolaire, connue sous le nom de « loi Jacobs ». Cette loi dépouilla l’État de son monopole scolaire et instaura plusieurs changements : les communes furent autorisées à remplacer l’école neutre par une école libre sur la demande de minimum vingt pères de famille ; le cours de religion figurait au programme des écoles mais pas de manière obligatoire ; l’enseignement normal devenait libre… En 1895, la « Loi Schollaert » apporta d’autres modifications : toutes les écoles libres respectant quelques conditions légales recevaient, tout comme les écoles officielles et adoptées, des subsides gouvernementaux ; l’enseignement de la religion devint non plus facultatif mais obligatoire. 
Au niveau de la question sociale, les catholiques vont également jouer un rôle très important et énormément se préoccuper du développement du monde ouvrier (on voit évidemment là un avantage à ce que toute cette population d’ouvrier ne glisse par vers le parti ouvrier, c’est un combat contre le socialisme). Les catholiques vont énormément prendre en charge cette partie de la population en créant des associations coopératives, des sociétés de secours, en arrangeant des accords avec les agriculteurs. Un syndicat chrétien des ouvriers est créé en 1912.    

## Idéologie
Avant la création du parti catholique en 1884, le mouvement catholique est marqué par des tendances ultramontaines ainsi que par des tendances libérales (permettant la mise en œuvre des libertés). L’évolution de ces deux courants (fondés sur la doctrine de Lamennais entre autres) a évolué vers une démocratie englobant le religieux et les libertés, le social et le politique.
L’action politique du parti catholique est fondée sur l’enseignement de l'Église. Une morale découle de cet enseignement et, selon la doctrine catholique, cette morale doit être suivie si l’on veut sauver son âme. Ainsi, de nombreux aspects de l’action politique catholique trouvent directement leur origine dans la doctrine pontificale. De cette morale ressort notamment le fait que l'Église prime en cas de désaccord entre l'Église et l'État. La morale chrétienne doit donc prévaloir sur les lois de l’Etat.
Cette morale tend à prendre en charge tant la vie publique que la vie privée de l’individu. Ainsi, et en guise d’exemple, un élément important de cette doctrine est sa conception de la famille. Elle joue un rôle décisif dans la société civile. Le mariage, qui fonde la famille, est jugé d’origine divine et ses règles ne dépendent pas de la volonté humaine mais bien de la volonté de Dieu. Sur cette base, le mariage civil ne constitue rien d’autre qu’un acte purement civil par lequel les individus montrent qu’ils obéissent à la puissance publique, mais il ne constitue pas un acte de légitime mariage au sens de l’idéologie catholique. Il découle de la caractéristique sacrée du mariage que le divorce est formellement interdit par la religion catholique.
Leur doctrine est opposée sur de nombreux point à celle des libéraux, qu’ils considéraient comme leur ennemi politique. Ceux-ci prônent notamment l’affranchissement complet de l’individu à l'égard de l'État mais également à l'égard de l'Église.

## Ministres
Gouvernements catholiques homogènes à partir de 1884 :  
| Gouvernement        | Date de nomination | Date de démission |
| ------------------- | ------------------ | ----------------- |
| Malou-Jacobs-Woeste | 16 juin 1884       | 26 octobre 1884   |
| Beernaert           | 26 octobre 1884    | 17 mars 1894      |
| de Burlet           | 26 mars 1894       | 25 février 1896   |
| de Smet de Nayer I  | 25 février 1896    | 24 janvier 1899   |
| Vandenpeereboom     | 24 janvier 1899    | 31 juillet 1899   |
| de Smet de Nayer II | 5 aout 1899        | 12 avril 1907     |
| De Trooz            | 1er mars 1907      | 31 décembre 1907  |
| Schollaert          | 9 janvier 1908     | 8 juin 1911       |
| de Broqueville      | 18 juin 1911       | 1er juin 1918     |

Ministres durant la période 1869-1918: Jules d'Anethan, Joseph Kervyn de Lettenhove, Prosper Cornesse, Pierre Tack, Victor Jacobs, Jules Malou, Armand Wasseige, Guillaume d'Aspremont Lynden, Charles Delcour, Théophile de Lantsheere, François Moncheur, Barthélemy de Theux de Meylandt, Auguste Beernaert, Alphonse de Moreau, Charles Woeste, Jules Vandenpeereboom, Joseph de Riquet de Caraman-Chimay, Jean-Joseph Thonissen, Joseph Devolder, Jules Lejeune, Léon de Bruyn, Ernest Mélot, Jules de Burlet, Henri de Merode-Westerloo, Victor Begerem, Paul de Smet de Naeyer, François Schollaert, Albert Nyssens, Paul de Favereau, Julien Liebaert, Gérard Cooreman, Jules de Trooz, Jules Van den Heuvel, Louis van der Bruggen, Arthur Surmont de Volsberghe, Gustave Francotte, Édouard Descamps, Joris Helleputte, Auguste Delbeke, Armand Hubert, Julien Davignon, Léon de Lantsheere, Paul Berryer, Charles de Broqueville, Jules Renkin, Aloys Van de Vyvere, Michel Levie, Eugène Beyens en Paul Segers. 

## Résultats électoraux

### Parlement national

#### Chambre des Représentants

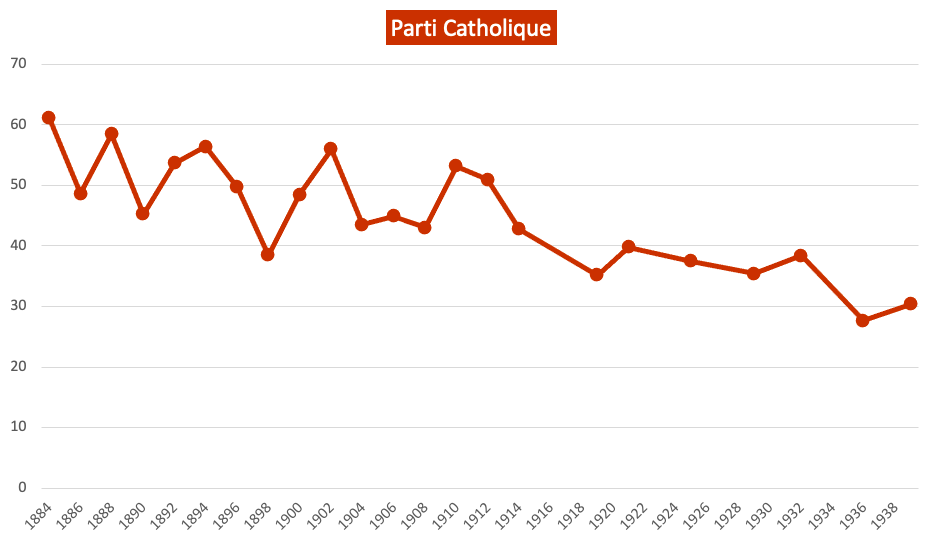
Evolution des résultats électoraux du Parti Catholique à la Chambre des Représentants.

| Année                                                       | Voix      | %     | Sièges    | Gouvernement                                              |
| ----------------------------------------------------------- | --------- | ----- | --------- | --------------------------------------------------------- |
| 1884                                                        | 33 428    | 61    | 86 / 138  | Malou II, Beernaert                                       |
| 1886                                                        | 17 979    | 48,7  | 98 / 138  | Beernaert                                                 |
| 1888                                                        | 31 273    | 58,4  | 98 / 138  | Beernaert                                                 |
| 1890                                                        | 17 253    | 45,2  | 94 / 138  | Beernaert                                                 |
| 1892                                                        | 56 199    | 53,7  | 92 / 152  | Beernaert, de Burlet                                      |
| Introduction du suffrage universel masculin par vote plural |           |       |           |                                                           |
| 1894                                                        | 926 987   | 56,38 | 102 / 152 | de Burlet, de Smet de Naeyer I                            |
| 1896                                                        | 492 541   | 49,68 | 108 / 152 | de Smet de Naeyer I                                       |
| 1898                                                        | 377 275   | 38,49 | 108 / 152 | Vandenpeereboom et de Smet de Naeyer II                   |
| 1900                                                        | 993 945   | 48,46 | 86 / 152  | de Smet de Naeyer II                                      |
| 1902                                                        | 596 382   | 56    | 93 / 162  | de Smet de Naeyer II                                      |
| 1904                                                        | 486 643   | 43,53 | 92 / 166  | de Smet de Naeyer II                                      |
| 1906                                                        | 526 856   | 44,92 | 79 / 164  | de Smet de Naeyer II, de Trooz et Schollaert              |
| 1908                                                        | 517 679   | 43,11 | 78 / 164  | Schollaert                                                |
| 1910                                                        | 676 849   | 53,11 | 86 / 168  | Schollaert et Broqueville I                               |
| 1912                                                        | 1 337 315 | 51,01 | 101 / 186 | Broqueville I                                             |
| 1914                                                        | 570 806   | 42,77 | 99 / 186  | Broqueville I et II, Cooreman et Delacroix I              |
| Introduction du suffrage universel masculin                 |           |       |           |                                                           |
| 1919                                                        | 619 911   | 35,19 | 70 / 186  | Delacroix II et Carton de Wiart                           |
| 1921                                                        | 768 080   | 39,76 | 70 / 186  | Theunis I                                                 |
| 1925                                                        | 778 366   | 37,42 | 78 / 187  | Vande Vyvere, Poullet et Jaspar I                         |
| 1929                                                        | 788 914   | 35,38 | 71 / 187  | Jaspar II et Renkin                                       |
| 1932                                                        | 856 027   | 38,42 | 79 / 187  | de Broqueville III, Theunis II et Van Zeeland I           |
| 1936                                                        | 653 717   | 27,67 | 61 / 202  | Van Zeeland II, Janson, Spaak I et Pierlot I              |
| 1939                                                        | 594 133   | 30,38 | 67 / 202  | Pierlot II, III, IV, V et VI, Van Acker I puis opposition |